# Schlettereriella buettneri
Schlettereriella buettneri är en stekelart som först beskrevs av Hermann Stadelmann 1893.
Schlettereriella buettneri ingår i släktet Schlettereriella och familjen bracksteklar. Inga underarter finns listade i Catalogue of Life.